# The Quarry (videójáték)
A The Quarry egy 2022-es interaktív drámai horror videojáték, amelyet a Supermassive Games fejlesztett ki és a 2K Games adott ki. A játékosok átveszik az irányítást kilenc tizenéves tanácsadó felett, akiknek túl kell élniük az utolsó éjszakát a Hackett's Quarry nyári táborban természetfeletti lények és erőszakos helyiek között. A játékosok számos döntést hoznak a játék során, amelyek jelentősen befolyásolhatják a karakterfejlődést, a kapcsolatokat, a történet cselekményét és a végét. A játékos döntéseitől függően mind a kilenc játszható karakter túlélheti vagy meghalhat.
A Until Dawn (2015) szellemi utódjaként elképzelt játék, amelyet olyan tini-slasher- és szörnyfilmek ihlettek, mint a Friday the 13th és a The Thing. A The Quarry 2022. június 10-én jelent meg Windows, PlayStation 4, PlayStation 5, Xbox One és Xbox Series X/S platformokra. A játék a megjelenéskor többnyire pozitív kritikákat kapott.

## Játékmenet
A The Quarry egy túlélő horror interaktív dráma videojáték, amelyet harmadik személy nézőpontjából játszanak. A játékban a játékos átveszi az irányítást kilenc különböző tinédzser felett, akiknek túl kell élniük egy éjszakát a Hackett's Quarry-ban. A játékosnak különböző döntéseket kell hoznia, amelyek megváltoztathatják a karakterfejlődést, a cselekményt és a különböző karakterek közötti kapcsolatokat. Mind a kilenc játszható karakter meghalhat a játék végére, és mindegyik karakternek 10-12 különböző módja van a halálra. A Supermassive arra számított, hogy a játék körülbelül 10 óráig fog tartani, bár bizonyos karakterek korai halála miatt a játék korábban, körülbelül 7 órával véget érhet. A játék elágazó történetének köszönhetően sok befejezése van, és egy átjátszás végén a játékosok különböző gyűjthető kártyákat kapnak, amelyek az egyes karakterek sorsát ábrázolják. Amint a játékos befejezte a játék első végigjátszását, feloldja a Death Rewind funkciót, amely lehetővé teszi, hogy minden következő végigjátszás során visszavonjon három karakterhalált. Ha azonban a játékos előrendelte a Deluxe Editiont, akkor a Death Rewind lesz az első játéka.
A játékosok letilthatnak bizonyos játékmeneti elemeket, például a gombnyomást, a gyors eseményeket, a célzást és a lövöldözést, így minimális ráfordítással haladhatnak előre a játékban. A játék helyi és online többjátékost is kínál. A helyi multiplayerben a játékosok felváltva irányítják a különböző karaktereket, míg az online módban hét másik résztvevő játékos szavazhat a kulcsfontosságú döntésekben. A játékosok csak a The Quarry demóverziójának letöltésével vehetnek részt a szavazásban. A játék tartalmaz egy csak filmes módot is, amelyben a játékos beállíthatja a különböző karakterek személyiségjegyeit, majd engedheti a történetet.

## Történet
Laura Kearney (Siobhan Williams) és Max Brinly (Skyler Gisondo) az éjszaka közepén New York állam felső részébe utaznak, hogy meglátogassák Hackett kőbányáját, ahol mindketten nyári tábori tanácsadóknak vették fel. Ők ketten lesodródtak az útról, hogy elkerüljék egy ismeretlen lény elütését, és az erdőbe csapódjanak. Egy helyi megyei seriff (Ted Raimi) közeledik az autójukhoz, és gyanakodni kezd a helyzetükkel kapcsolatban. Megparancsolja Laurának és Maxnek, hogy maradjanak éjszakára a Hackett's Quarry melletti motelben, de mindketten a táborba hajtanak. Amikor megérkeznek, betörnek az alagsorba, hogy kivizsgáljanak valamit, amit Laura látott, de Maxet közben megtámadják. A seriff megérkezik a táborba, elnyugtatja Laurát, és rálő a pincében lévő szörnyre.
Két hónappal később hét tábori tanácsadó – Abigail "Abi" Blyg (Ariel Winter), Dylan Lenivy (Miles Robbins), Emma Mountebank (Halston Sage), Jacob Custos (Zach Tinker), Kaitlyn Ka (Brenda Song), Nicholas "Nick" Furcillo (Evan Evagora) és Ryan Erzahler (Justice Smith) készülnek elhagyni Hackett kőbányáját. Rekedtek, miután járművüket Jacob szabotálja, aki még egy éjszakát szeretne eltölteni a nyári kiruccanó Emmával. A tábor tulajdonosa, Chris Hackett (David Arquette) megkéri őket, hogy éjszakára bezárva maradjanak a szálláson, majd elmegy, és azt mondja nekik, hogy reggel segítséggel visszajön. A csoport úgy dönt, hogy inkább máglyát rendeznek, és eljátsszák a Truth or Dare játékot. A játék során Emmát meg merték csókolni Jacobnak vagy Nicknek, Abi szerelmének. Emma Nicket választja, ami arra készteti Abit és Jacobot, hogy elviharozzanak. Emma Jacob után fut, Nick pedig Abi után.
Az éjszaka folyamán két figura, Bobby (Ethan Suplee) és Jedediah (Lance Henriksen) üldözi a tanácsadókat. Emma egy ideges Jacobot talál a tábor tavánál; úszni hívja, amibe beleegyezik. Abi újra találkozik Nickkel az erdőben, de egy szörnyeteg megtámadja őket és megharapja Nicket, így a többiek felé sprintel, miközben segítségért kiált. Jacob meghallja Abi sikolyát, és berohan az erdőbe, hogy segítsen neki, míg Emma egy szigetre úszik a tó közepén, ahol egy hasonló szörnyeteg megtámadja. Dylan, Kaitlyn és Ryan megtalálják Abit, és megállapodnak abban, hogy megmentik Nicket. Elviszik a táborházba, hogy felépüljön, majd Dylan és Ryan a tábor rádiókunyhója felé indulnak, hogy jelezzenek külső segítséget. Amikor a csoport menedéket keres a medenceházban, Nick állapota romlani kezd, ami azzal tetőzik, hogy vérfarkassá változik. Most átalakulva az erdőbe menekül.
Laura megérkezik a medenceházhoz, és tájékoztatja a csoportot, hogy mi történt vele és Maxszel. Elmondja nekik, hogy a seriff Chris bátyja, Travis Hackett volt, aki két hónapig bebörtönözte őket, és ezalatt értesültek egy harapással terjedő vérfarkas átokról. Laura elárulja, hogy Chris el van átkozva, hogy vérfarkassá váljon minden teliholdban, és ő a felelős Max megfertőzéséért. Laura meg akarja ölni Chris-t, hogy véget érjen az átok. Laura Ryan segítségét kéri a küldetéséhez, aki pedig vonakodva vállalja, hogy eljön vele. Mindketten a Hackett rezidencia felé tartanak, ahol Constance matriarcha (Lin Shaye) káromolja Travist, amiért nem védte meg a családot. Kiderült, hogy Jedediah a család pátriárkája, Bobby, Chris és Travis pedig három fiuk. Laura és Ryan többet tud meg a Hackett család történetéről otthonukban, és lehallgatják Constance és Travis beszélgetését. Hackették tetten érik őket, és verekedés támad. A zűrzavar során egy vérfarkas Chris megtámadja családtagjait, Laurát és Ryant.
A verekedés után Travis felfedheti Laurának, hogy az átok nem ér véget Chris halálával. Elmondja, hogy az ősatyja Silas Vorez – a jósnő fia, Eliza Vorez (Grace Zabriskie), aki minden fejezetben a játékos választását tarotkártya-leolvasások segítségével irányította. Hat évvel ezelőtt a Hackett család az erdő közelébe utazott, hogy meglátogasson egy furcsa show-t. Chris gyermekei, Caleb és Kaylee megpróbálták kiszabadítani a "kutyafiút" Silast úgy, hogy a figyelemelterelés érdekében tüzet gyújtottak, de végül az egész kísérőt felégették. Silas megharapta Calebet, amikor kiszabadult, majd Caleb Chrisre és Kaylee-re hárította az átkot. Laura, Ryan és Travis ugyanarra a helyre hajthatnak, ahol Laura és Max két hónappal ezelőtt karamboloztak, hogy megöljék Silast, és végleg véget vessenek az átoknak. A hatóságok reggelre érnek a nyári táborba. A játékosok döntései, a gyorsasági eseményekben nyújtott teljesítmények, valamint a bizonyítékok és nyomok felkutatásában való éberség meghatározza a játék végkifejletét, valamint azt, hogy a közvélemény hogyan látja a Hackett's Quarry-ben történt haláleseteket.

## Fejlesztés
A Quarryt a Supermassive Games brit fejlesztő fejlesztette ki, és a stúdió Until Dawn (2015) szellemi utódjaként képzelték el. Erősen tini-slasher- és szörnyfilmek ihlették, és erősebben ragaszkodik a bevett horrorfilmekhez, mint a The Dark Pictures Anthology, a Supermassive másik horror franchise-ja. Will Byles kreatív igazgató hozzátette, hogy bár a játék a modern időkben játszódik, "nagyon a 80-as évek hangulata van" a helyszínt és a karaktereket illetően, és olyan filmekre hivatkozott, mint a Sleepaway Camp és a Péntek 13, mint fő inspirációs források. A Hackett's Quarry közelében élő helyiek "retróbb" hangulatúak, és a csapatra olyan filmek hatottak, mint a The Hills Have Eyes, a Texas Chainsaw Massacre és a Deliverance. A Supermassive-t az Evil Dead és a The Thing is ihlette. A csapat azt akarta, hogy a játék különböző korokból származó horrorfilm-trópusokat tartalmazzon, Byles pedig egy horror vidámparkhoz hasonlította a játékot. Míg a játék különféle horrorfilmek előtt tiszteleg, a csapat tanult az Until Dawn című filmben szerzett tapasztalataikból, ami lehetővé tette a csapat számára, hogy feszültségkeltéssel ébressze fel a játékosok félelmét, ahelyett, hogy erősen ugrásszerű ijesztgetésekre hagyatkozna.
A klasszikus horrorfilmek érzéseinek megörökítésére a Supermassive nagy színészgárdát és számos műfaji támaszt toborzott a játék karaktereinek ábrázolására, és együttműködött a Los Angeles-i Digital Domain produkciós céggel a játék mozgásrögzítési technológiáján.  A játékban szereplő szereplők : David Arquette, Siobhan Williams, Lin Shaye, Lance Henriksen, Grace Zabriskie, Ted Raimi, Ariel Winter, Ethan Suplee, Miles Robbins, Halston Sage, Zach Tinker, Brenda Song, Skyler Gisondo, Evan, Evan és Justva Smith .  Byles szerint a csapat több mint 1000 oldalt írt a játék forgatókönyvéhez, és a játéknak összesen 186 különböző befejezése van. 
Míg az Until Dawn egyéni élmény volt, a csapat úgy találta, hogy a játékosok szeretik a játékot kis csoportokban játszani, és elismerték, hogy az Until Dawn népszerű játék, amelyet az emberek egyszerűen nézhetnek. Ezért a játék bevezette a Movie módot, és kibővítette a korábbi Supermassive játékokban bevezetett többjátékos lehetőségeket, mint például a Hidden Agenda és a The Dark Pictures Anthology annak érdekében, hogy vonzóvá tegye azokat, akik egyszerűen csak nézni szeretnék a játékot. A kisegítő lehetőségeket úgy alakították ki, hogy az alkalmibb játékosokat is kielégítsék, akik esetleg nem jártak a játékokban. A The Dark Pictures Anthológiához képest a The Quarry-t szélesebb közönség számára tervezték, és kisebb hangsúlyt fektettek a játékmenetre.
A Publisher 2K Games és a Supermassive hivatalosan 2022. március 18-án mutatta be a játékot. A játékot eredetileg Stadia-exkluzívnak tervezték, de végül nem adták ki a platformon, mivel a Google 2021 februárjában bevezette a belső játékokra vonatkozó terveit. A játék 2022. június 10-én jelent meg Microsoft Windows, PlayStation 4, PlayStation 5, Xbox One és Xbox Series X és Series S platformokra.Azok a játékosok, akik megvásárolták a játék Deluxe verzióját, feloldják a „Gorefest” opciót a Film módban, amely brutálisabb képekkel rendelkezik, mint a normál Movie módban. Ezenkívül további karakterruhákat, azonnali hozzáférést kapnak a Death Rewind funkcióhoz, valamint a Horror History Visual Filter Pack csomagot, amely lehetővé teszi a játékosok számára, hogy megváltoztassák a játék esztétikáját úgy, hogy három vizuális szűrő közül választanak, amelyeket különböző korokban és stílusokban készült horrorfilmek ihlettek. a horrorfilmkészítésről.

## Fogadtatás
| Összegzőoldal | Értékelés                              |
| ------------- | -------------------------------------- |
| Metacritic    | (PC) 80/100 (PS5) 77/100 (XBSX) 83/100 |

| Szerző         | Értékelés |
| -------------- | --------- |
| Destructoid    | 8.5/10    |
| Game Informer  | 8.5/10    |
| GameRevolution | 8.5/10    |
| GameSpot       | 9/10      |
| GamesRadar+    | [ 10 ]    |
| Hardcore Gamer | 3.5/5     |
| IGN            | 7/10      |
| Jeuxvideo.com  | 17/20     |
| PC Gamer (US)  | 70/100    |
| Shacknews      | 9/10      |
| The Guardian   | [ 16 ]    |
| VG247          | [ 17 ]    |

The Quarry "általában kedvező" értékeléseket kapott, a felülvizsgálati összesítő szerint Metacritic.

## Fordítás
- Ez a szócikk részben vagy egészben  a   The Quarry (video game) című angol Wikipédia-szócikk ezen változatának fordításán alapul.  Az eredeti cikk szerkesztőit annak laptörténete sorolja fel. Ez a jelzés csupán a megfogalmazás eredetét és a szerzői jogokat jelzi, nem szolgál a cikkben szereplő információk forrásmegjelöléseként.